# Skärgårdsvägens buss

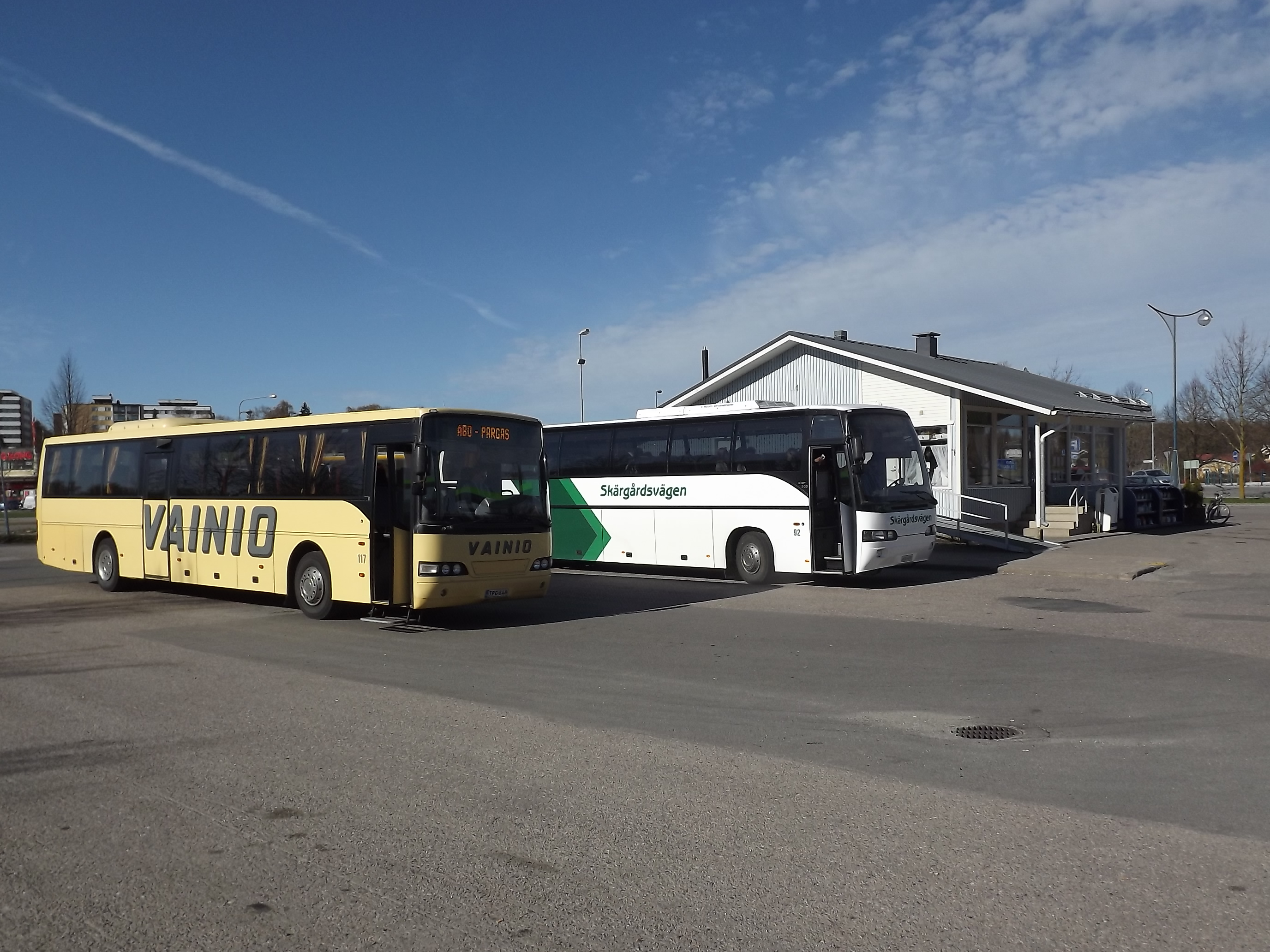
Vainion Liikennes och Skärgårdsvägens bussar på Pargas busstation 2014.

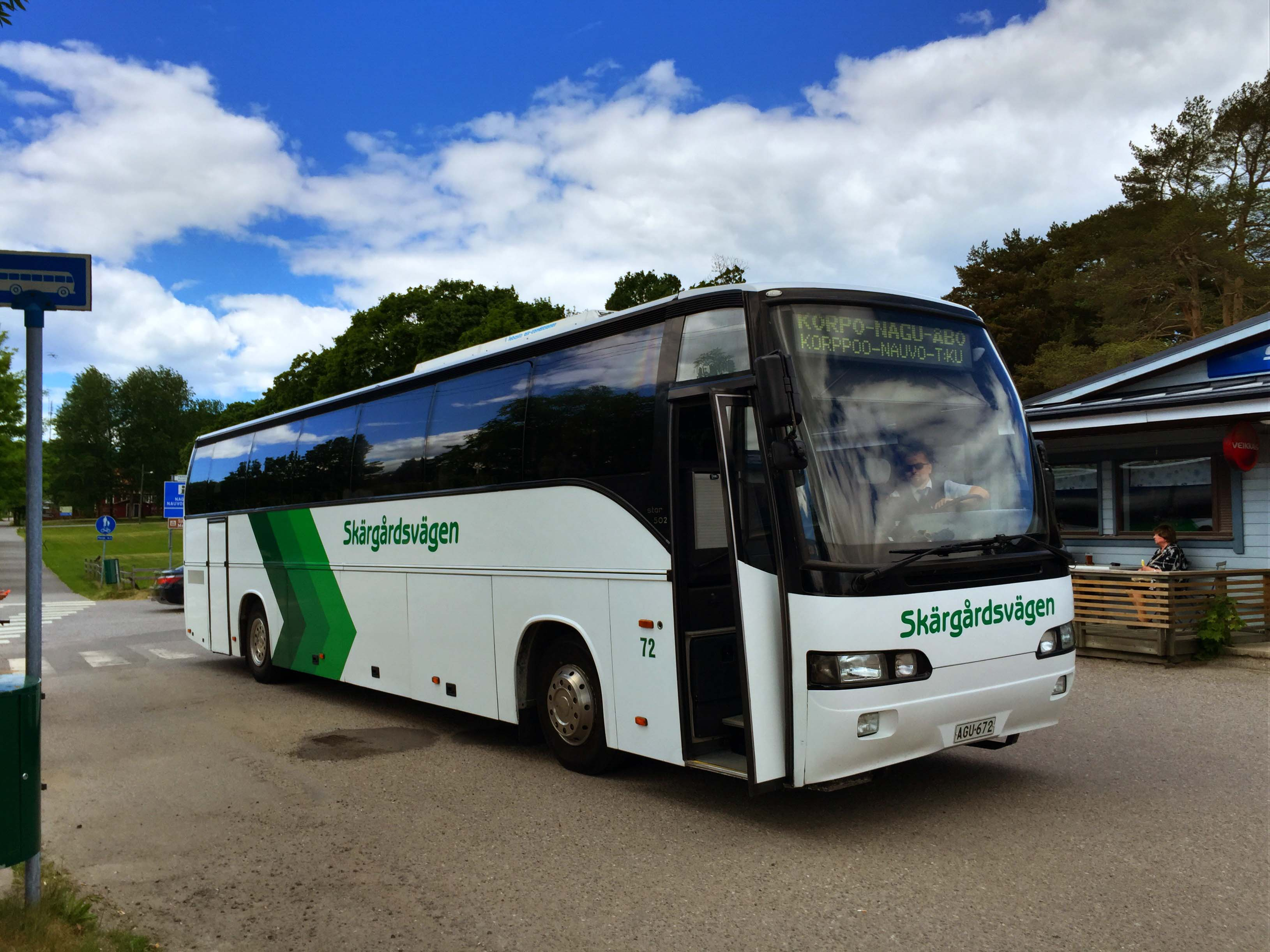
Skärgårdsvägens buss 5.6.2016 på Kyrkbacken, Nagu

Ab Skärgårdsvägen – Saaristotie Oy är ett finländskt bussföretag som från 1950-talet till år 2016 trafikerade Regionalväg 180, Skärgårdsvägen i västra Åboland. Bussarnas färgsättning var grön-vit.

## Historik
Trafikbolaget Ab Skärgårdsvägen – Saaristotie Oy grundades på ideella grunder år 1951, och då bussarna började trafikera skärgården förbättrades postgången från Åbo avsevärt. Trafiken skedde på linjen Åbo–Pargas–Kyrkbacken–Galls–Mattnäs. Färjan Fix förmedlade trafiken mellan Sattmark och Prostvik.    
År 1998 köptes bolaget av Vainion Liikenne. År 2015 konkurrensutsatte Pargas stad samt Närings-, trafik- och miljöcentralen för första gången linjen Åbo–Pargas–Nagu–Korpo–Houtskär och som slutsats valdes Turun Linja-autoilijain Osakeyhtiö (TLO) som åkeriidkare på Skärgårdsvägen. Ab Skärgårdsvägens bussar trafikerade på Åbo–Houtskär-linjen för sista gången den 5 juni 2016. Skärgårdsvägen bedriver ännu busstrafik sommartid under veckosluten på linjen Helsingfors-Galtby-Korpoström. Trafiken sköts med Vainion Liikennes bussar. 
Historiken Ab Skärgårdsvägen – Saaristotie Oy 1951-2011: En dokumentation om busstrafiken i Väståboland gavs ut i november 2011. Boken innehåller en dokumentation om busstrafiken till Pargas, Nagu, Korpo, Houtskär och Iniö, samt fotografier med teknisk fakta om alla Skärgårdsvägens bussar.
Nils Göran Bäckman inledde arbetet med historiken redan i början på 1990-talet och Bosse Ahlnäs fortsatte med arbetet år 2005. Under arbetsprocessen ordnades så kallade busskvällar på olika orter i skärgården då Ahlnäs samlade in minnen och bilder från busstrafiken från ortsbor. Arbetet understöddes av Vainion Liikenne och Åbolands kulturfond.

## Bildgalleri

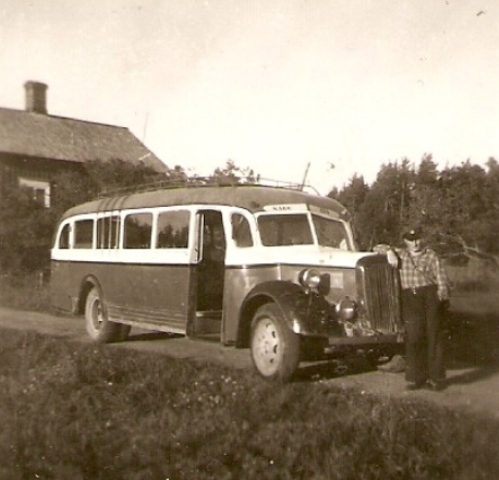
Bussen var med i vinterkriget med registernummer SA 18577.
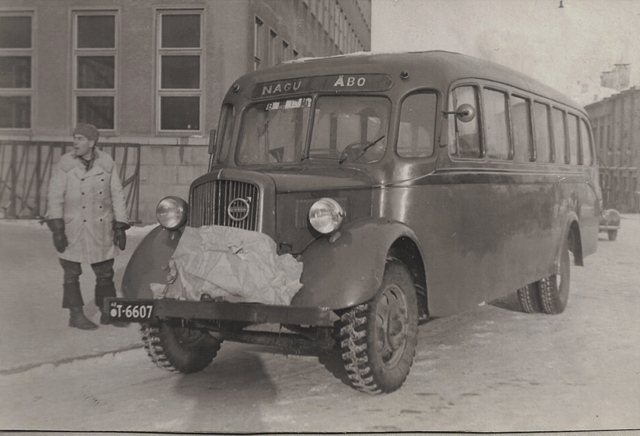
Bussen var med i vinterkriget med register nummer SA 16784.
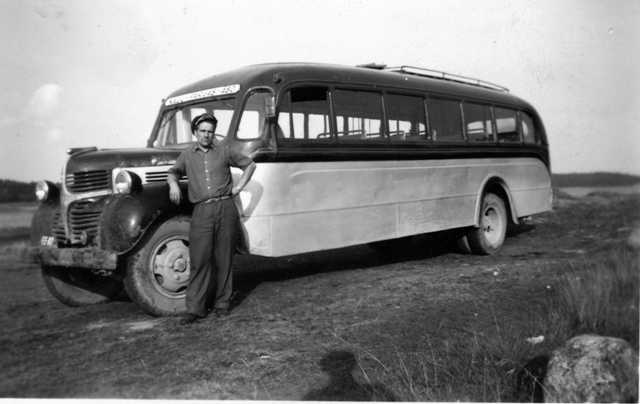
Chauffören Pentti Mäenpää står framför Skärgårdsvägens buss 1955 i Nagu.
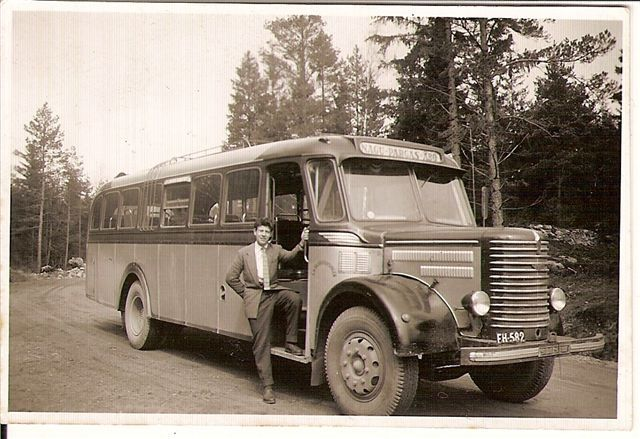
Bussen var den första helt nya  buss som bolaget anskaffade.
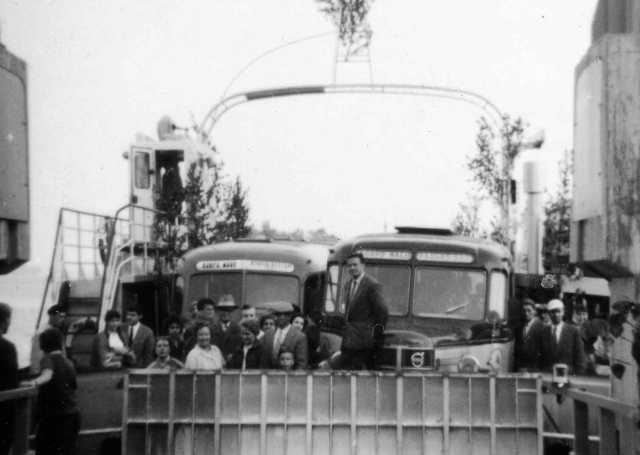
Två bussar på färjan midsommaren 1958.
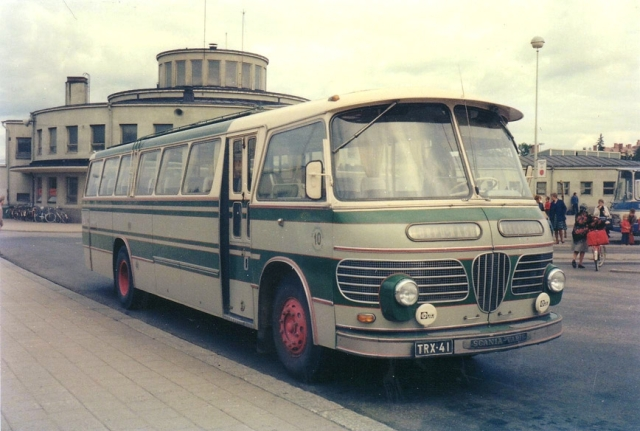
Skärgårdsvägens buss år 1964 vid busstationen i Åbo.
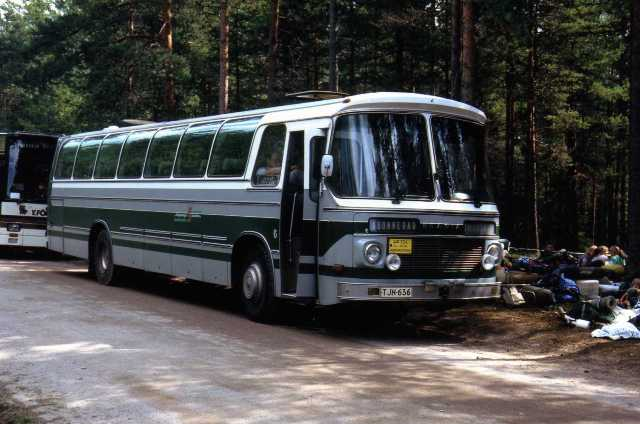
Skärgårdsvägens buss 1989
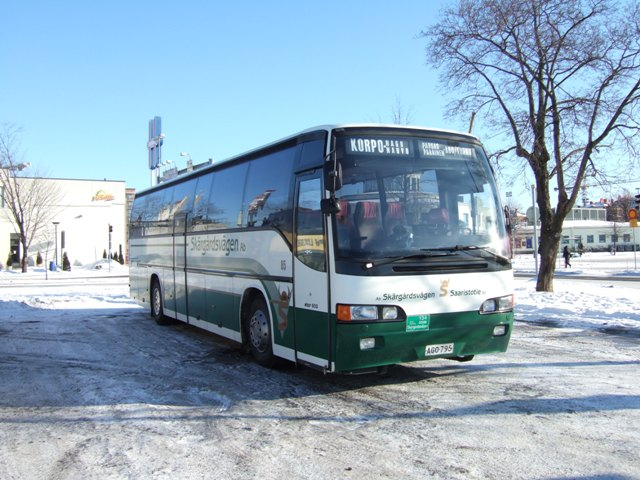
Skärgårdsvägens buss i vintermiljö
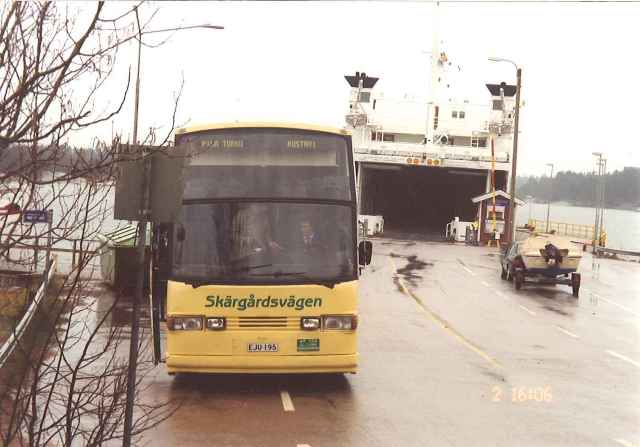
Skärgårdsvägens buss i Osnäs
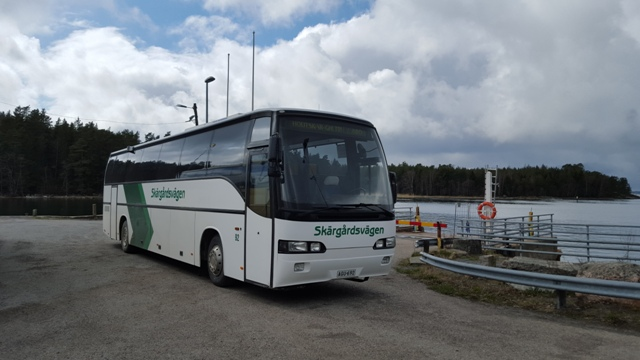
Skärgårdsvägens buss i Galtby, Korpo
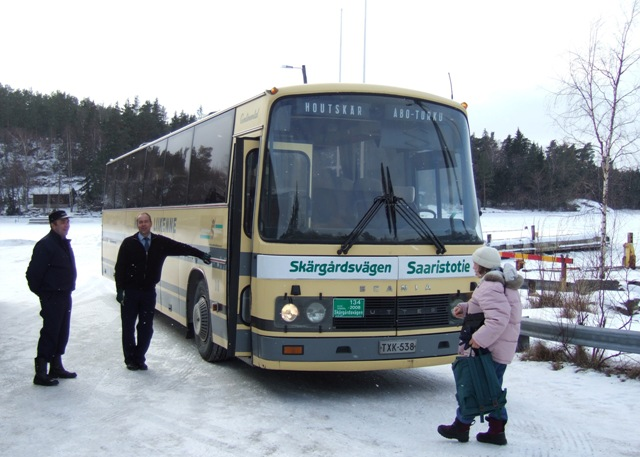
Skärgårdsvägens buss 2007
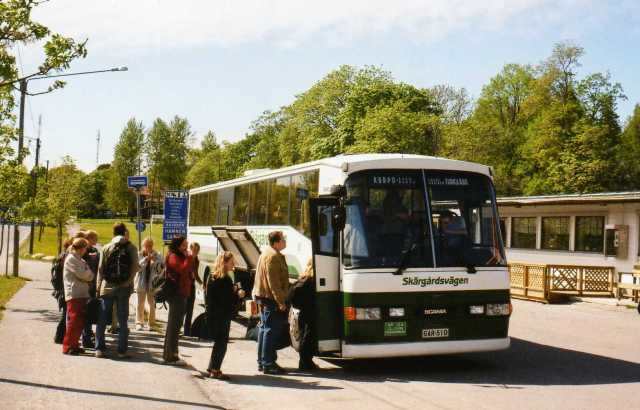
Skärgårdsvägens buss 2003
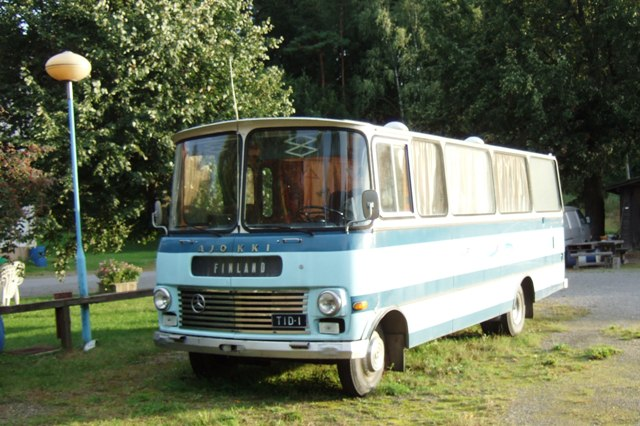
Skärgårdsvägens gamla buss
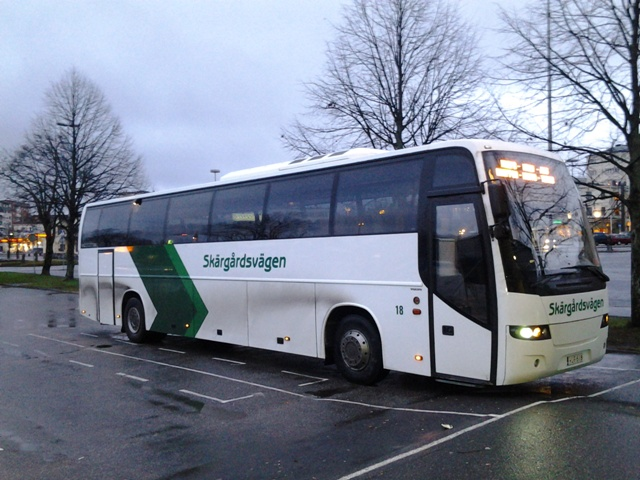
Skärgårdsvägens buss 2014
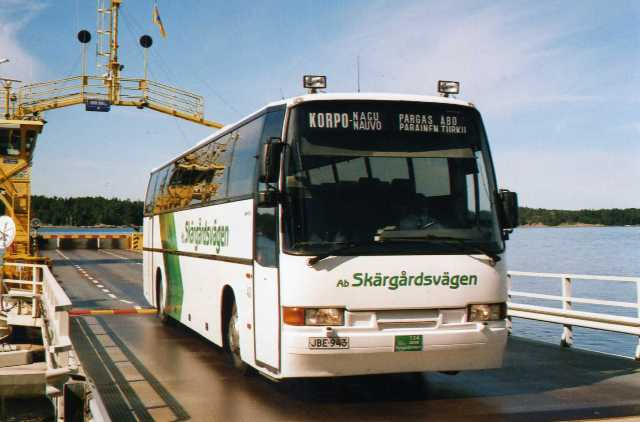
Skärgårdsvägens buss på Färjan Korpo-Nagu
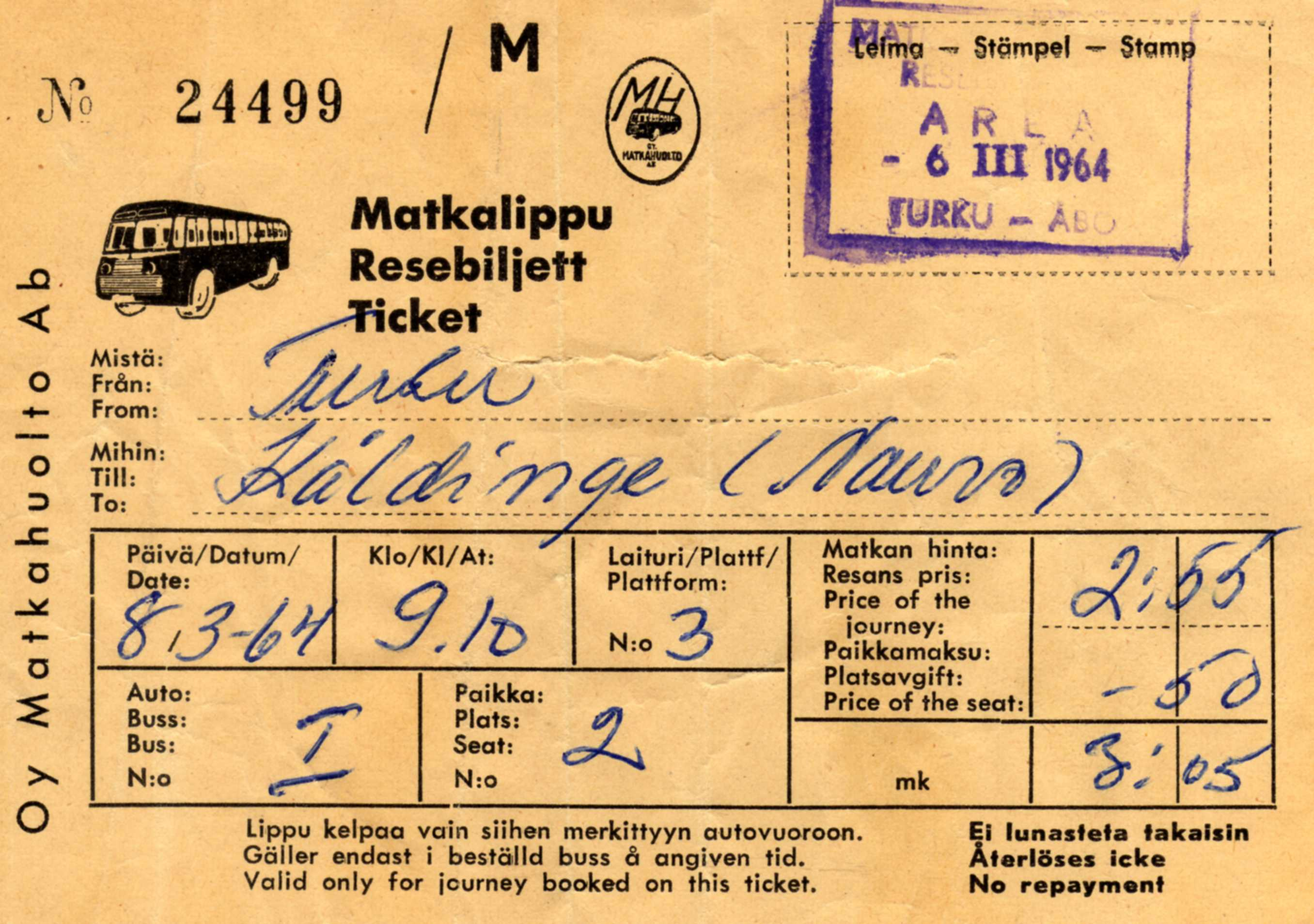
Skärgårdsvägen biljett 1964
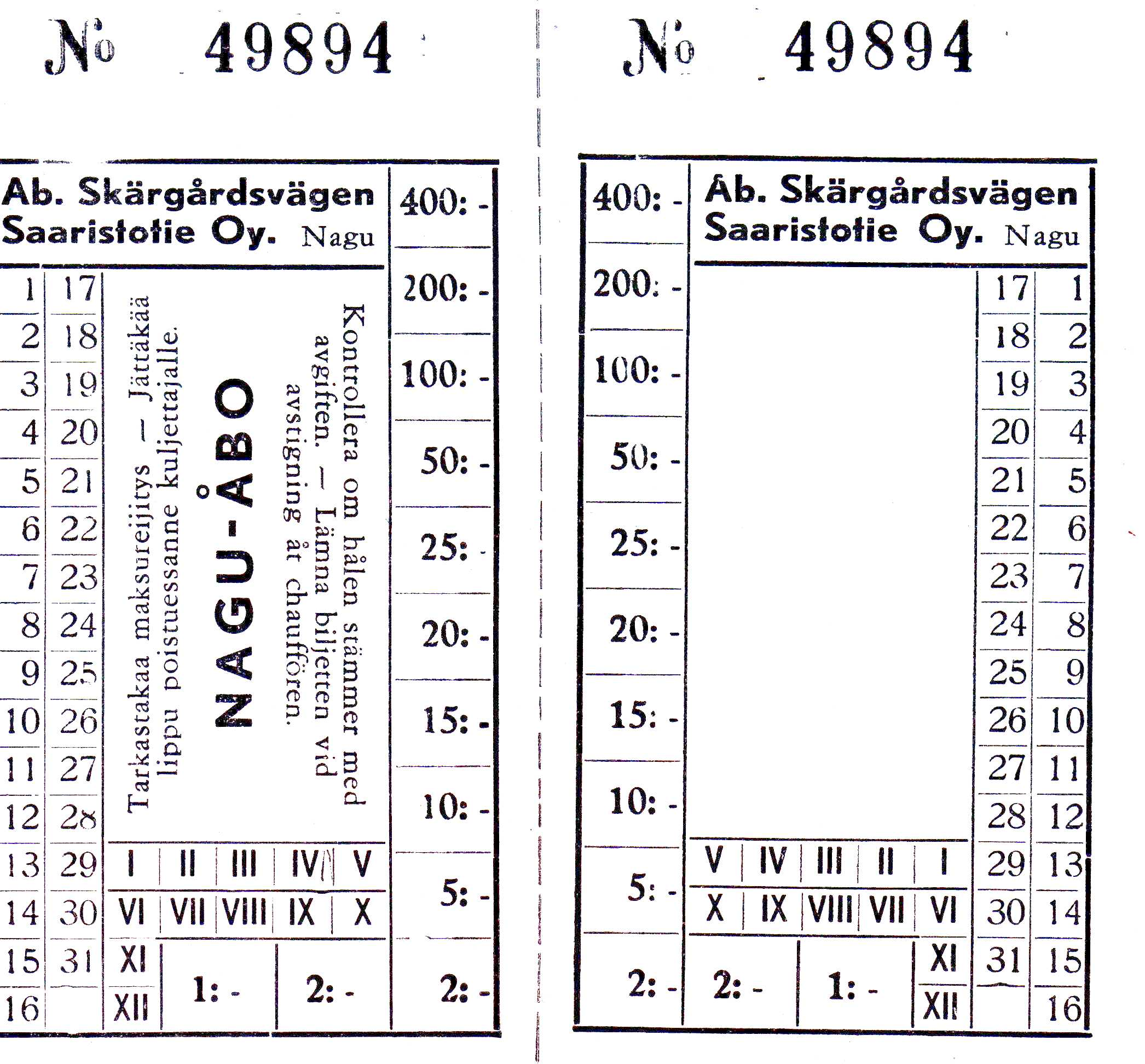
Gammal biljett från Skärgårdsvägens buss
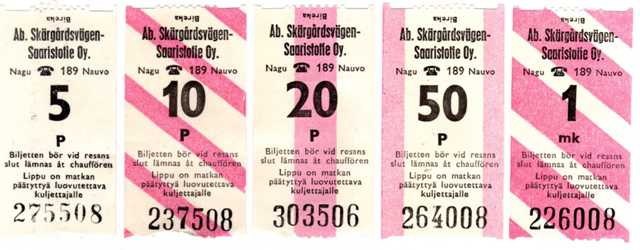
Birekabiljetter från Skärgårdsvägens buss
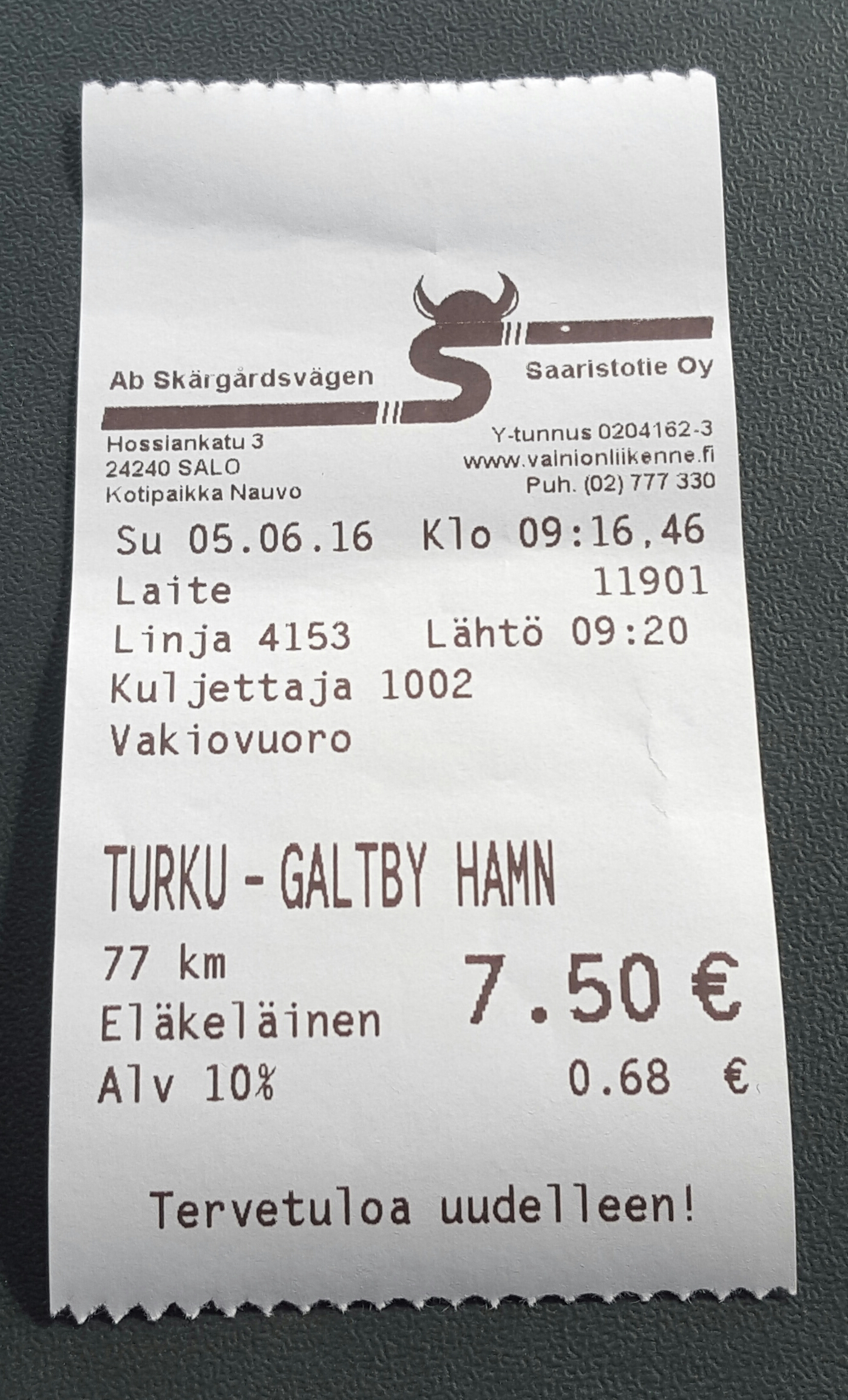
Biljett från skärgårdsvägens buss den sista turen år 2016